# Jaunjelgava
Jaunjelgava (in tedesco Friedrichstadt) è un comune della Lettonia di 6.486 abitanti.